# The Similou
The Similou – szwedzki duet elektropopowy z Göteborga tworzony przez Dizzy’ego Crane'a (Joel Eriksson) i   Jesse’ego Nectara (Erik Niklasson). Dotychczas największym przebojem duetu jest singel All This Love.

## Dyskografia
Albumy
- So Hot Right Now (2005) (poza Skandynawią wydany jesienią 2006)

Single
Wydane w Szwecji:
- All This Love (2004)
- Ladykillers (2005)
- Play With Us (2005)

W Wielkiej Brytanii:
- All This Love (2006) - UK #20

W Australii:
- All This Love (2006) - AUS #37